# Gina McKee
Georgina "Gina" McKee (Sunderland, 14 de abril de 1964) es una actriz británica, conocida sobre todo por haber interpretado a Mary Cox en Our Friends in the North, a Lalla en The Lost Prince, a Irene Forsyte en The Forsyte Saga y a Bella en la película Notting Hill.

## Biografía
Es hija de un minero; desde 1982 Gina es vegetariana.
En agosto de 1989, se casó con Stephen J. "Kez" Cary.

## Carrera
En 1997 apareció en la serie Brass Eye, donde interpretó a Vivian Banch durante el episodio "Decline"; previamente ese mismo año había interpretado a Libby Shuss durante los episodios "Crime" y "Sex".
En 2002 fue ganadora del Honorary Doctorate of Arts de la Universidad de Sunderland. Ese mismo año apareció en la miniserie The Forsyte Saga, donde interpretó a Irene Forsyte Heron. En 2005 interpretó a Joanne Campbell en la película MirrorMask.
Desde 2011 apareció como personaje recurrente en la serie The Borgias, donde interpretó a la condesa de Forli e Imola Catherine Sforza hasta el final de la serie en 2013. En 2012 se unió al elenco de la serie Line of Duty, donde interpretó a Jackie Laverty. Ese mismo año apareció en Hebburn, donde interpretó a Pauline Pearson hasta 2013.

## Filmografía

### Series de televisión
| Año         | Título                      | Personaje           | Notas                                    |
| ----------- | --------------------------- | ------------------- | ---------------------------------------- |
| 2017        | Emerald City                | Jane Andrews        | 5 episodios                              |
| 2012 - 2013 | Hebburn                     | Pauline Pearson     | 12 episodios                             |
| 2013        | By Any Means                | Helen Barlow        | 6 episodios                              |
| 2011 - 2013 | The Borgias                 | Catherine Sforza    | 13 episodios                             |
| 2012        | Line of Duty                | Jackie Laverty      | 3 episodios                              |
| 2012        | Coup                        | Ellis Kane          | 4 episodios                              |
| 2011        | Missing                     | Ortega              | -                                        |
| 2011        | Vera                        | Julie Armstrong     | episodio "Hidden Depths"                 |
| 2010        | The Silence                 | Anne                | 4 episodios                              |
| 2009        | Waking the Dead             | Jackie              | 2 episodios                              |
| 2007        | The Street                  | Jan Parr            | 2 episodios                              |
| 2007        | Lewis                       | Diane Turnbull      | episodio "Old School Ties"               |
| 2002 - 2003 | The Forsyte Saga            | Irene Forsyte       | 10 episodios - miniserie                 |
| 2003        | The Forsyte Saga: To Let    | Irene Forsyte Heron | 4 episodios - miniserie                  |
| 2001        | Dice                        | Angela Starck       | 6 episodios - miniserie                  |
| 1999        | The Passion                 | Ellie               | 3 episodios                              |
| 1997        | Brass Eye                   | Vivian Banch        | 3 episodios                              |
| 1996        | Frontiers                   | Sarah Lightfoot     | episodio #1.2                            |
| 1996        | Our Friends in the North    | Mary Cox            | 9 episodios - miniserie                  |
| 1994        | Casualty                    | Ginnie Davis        | episodio "The Facts of Life"             |
| 1994        | In Suspicious Circumstances | Evelyn Foster       | episodio "The Man Who Melted Away"       |
| 1991        | An Actor's Life for Me      | Sue Bishop          | 6 episodios                              |
| 1991        | Paul Merton: The Series     | Jackie              | episodio # 1.3                           |
| 1991        | Minder                      | Joanna              | episodio "Guess Who's Coming to Pinner?" |
| 1990        | Medics                      | Helen Palmer        | episodio "Alex"                          |
| 1990        | Drop the Dead Donkey        | Lou                 | episodio "Death, Disaster 'n Damien"     |
| 1990        | Screen Two                  | Lynn                | episodio "He's Asking for Me"            |
| 1990        | 4 Play                      | Koochie             | episodio "Talking Takes Two"             |
| 1987 - 1988 | The Lenny Henry Show        | Julie               | 12 episodios                             |
| 1987        | Floodtide                   | Estudiante Médica   | episodio "Four - The Trial"              |
| 1987        | Rockliffe's Babies          | Camarera            | episodio "A Bad Few Days"                |
| 19987       | Inspector Morse             | Joven en Tienda     | episodio "Service of All the Dead"       |
| 1986        | Unnatural Causes            | -                   | episodio "Home Cooking"                  |
| 1986        | Auf Wiedersehen, Pet        | Joven               | episodio "Cowboys"                       |
| 1979        | Quest of Eagles             | Jane                | 7 episodios                              |

### Películas
| Año  | Título                                 | Personaje          | Notas                                                                                               |
| ---- | -------------------------------------- | ------------------ | --------------------------------------------------------------------------------------------------- |
| 2014 | Hec McAdam                             | Lizzie             | junto a Peter Mullan, Keith Allen, Natalie Gavin, Sharon Rooney y Sarah Solemani                    |
| 2013 | Jimmy P.                               | Madeleine          | junto a Benicio Del Toro, Michelle Thrush, Gary Farmer, Larry Pine, Linda Boston y Joseph Cross     |
| 2012 | Care                                   | Natalie            | junto a Margaret Jackman, Aimee Kelly y Kevin Wathen                                                |
| 2010 | Dive                                   | Jacqueline         | junto a Aisling Loftus, Ewen Bremner y Joseph Mawle                                                 |
| 2010 | An Act of Love                         | Louise             | corto - junto a Raquel Cassidy y Stephen Mangan                                                     |
| 2008 | In the Loop                            | Judy Molloy        | junto a Tom Hollander, James Gandolfini, Steve Coogan, Enzo Cilenti y Anna Chlumsky                 |
| 2008 | Fiona's Story                          | Fiona              | junto a Jimi Mistry, Jeremy Northam y Elisabeth Dermot-Walsh                                        |
| 2007 | The Old Curiosity Shop                 | Sally Brass        | junto a Derek Jacobi, Toby Jones, Bradley Walsh y Sophie Vavasseur                                  |
| 2007 | Atonement                              | Hermana Drummond   | junto a James McAvoy, Keira Knightley y Harriet Walter                                              |
| 2007 | And When Did You Last See Your Father? | Kathy              | junto a Bradley Johnson, Jim Broadbent, Juliet Stevenson y Colin Firth                              |
| 2006 | Tsunami: The Aftermath                 | Kim Peabody        | junto a Tim Roth, Chiwetel Ejiofor, Sophie Okonedo, Hugh Bonneville y Toni Collette                 |
| 2006 | Scenes of a Sexual Nature              | Julia              | junto a Adrian Lester, Ewan McGregor y Hugh Bonneville                                              |
| 2006 | The Lavender List                      | Marcia Williams    | junto a Dominic Rowan y Celia Imrie                                                                 |
| 2006 | Fussballfieber                         | -                  | junto a Lino Ciriello y Anja Fischer                                                                |
| 2005 | The Adventures of Greyfriars Bobby     | Maureen Gray       | junto a James Cosmo, Christopher Lee, Greg Wise, Ian Richardson y Ardal O'Hanlon                    |
| 2005 | The Baby War                           | Lauren             | junto a John Lynch, Eva Birthistle, Jason Barry y Bryan Murray                                      |
| 2005 | MirrorMask                             | Joanne Campbell    | junto a Stephanie Leonidas, Rob Brydon, Jason Barry y Stephen Fry                                   |
| 2004 | Mickybo and Me                         | Madre de Jonjo     | junto a Julie Walters, Ciarán Hinds, Niall Wright y Susan Lynch                                     |
| 2004 | The Blackwater Lightship               | Helen              | junto a Dianne Wiest, Keith McErlean y Angela Lansbury                                              |
| 2003 | Burning the Bed                        | Caroline           | corto - junto a Aidan Gillen                                                                        |
| 2003 | The Lost Prince                        | Lalla              | junto a Rollo Weeks, Tom Hollander, Miranda Richardson, Bill Nighy y Michael Gambon                 |
| 2003 | The Reckoning                          | Sarah              | junto a Paul Bettany, Willem Dafoe, Vincent Cassel, Brian Cox, Jared Harris y Matthew Macfadyen     |
| 2002 | Eddie Loves Mary                       | -                  | corto - junto a Katrin Cartlidge, Steven Mackintosh, Kevin McNally y Natalie Walter                 |
| 2002 | Divine Secrets of the Ya-Ya Sisterhood | Genevieve Whitman  | junto a Sandra Bullock, Ellen Burstyn, Fionnula Flanagan, James Garner, Ashley Judd y Maggie Smith  |
| 2001 | The Zookeeper                          | Ankica             | junto a Sam Neill, Ulrich Thomsen, Om Puri y Marek Vasut                                            |
| 2000 | There's Only One Jimmy Grimble         | Donna              | junto a Robert Carlyle, Ben Miller y Samia Smith                                                    |
| 1999 | Joan of Arc                            | Duquesa de Bedford | junto a Milla Jovovich, Dustin Hoffman, Desmond Harrington, Toby Jones y Vincent Cassel             |
| 1999 | Women Talking Dirty                    | Ellen              | junto a Helena Bonham Carter, Eileen Atkins, Kenneth Cranham, James Nesbitt y James Purefoy         |
| 1999 | Notting Hill                           | Bella              | junto a Julia Roberts, Hugh Grant, Rhys Ifans, Tim McInnerny y Hugh Bonneville                      |
| 1999 | Wonderland                             | Nadia              | junto a John Simm, Ian Hart, Enzo Cilenti y Stuart Townsend                                         |
| 1999 | The Loss of Sexual Innocence           | Madre de Susan     | junto a Julian Sands, Saffron Burrows, Stefano Dionisi, Kelly Macdonald y Jonathan Rhys Meyers      |
| 1998 | Croupier                               | Marion Nell        | junto a Clive Owen, Nick Reding y Barnaby Kay                                                       |
| 1998 | Eight                                  | Madre              | corto - junto a Jack Langan-Evans y Mark E'von                                                      |
| 1997 | Mothertime                             | Caroline           | junto a Kate Maberly, Anthony Andrews y Stephanie Fayerman                                          |
| 1997 | The Life of Stuff                      | Janice             | junto a Ewen Bremner, Liam Cunningham, Jason Flemyng y Ciarán Hinds                                 |
| 1997 | The Chest                              | Fiona Croft        | junto a Jim Carter, Neil Morrissey y Harper Page Marshall                                           |
| 1997 | Beyond Fear                            | Stephanie Slater   | junto a Sylvester McCoy, Bruce Alexander y Terence Beesley                                          |
| 1996 | The Treasure Seekers                   | Mary Leslie        | junto a Nicholas Farrell, Peter Capaldi y Felicity Jones                                            |
| 1996 | Element of Doubt                       | Beth               | junto a Nigel Havers, Christopher Baines y Polly Adams                                              |
| 1993 | Naked                                  | Joven del Café     | junto a David Thewlis, Katrin Cartlidge, Claire Skinner, Peter Wight y Ewen Bremner                 |
| 1991 | Smack and Thistle                      | Lucy Lisle         | junto a Patrick Malahide, Charlie Caine y Thomas Craig                                              |
| 1990 | Wilt                                   | Invitada en Fiesta | junto a Griff Rhys Jones y Roger Allam                                                              |
| 1989 | The Rachel Papers                      | Evonne             | junto a Dexter Fletcher, Jonathan Pryce, James Spader, Bill Paterson, Michael Gambon y Jared Harris |
| 1988 | The Lair of the White Worm             | Enfermera Gladwell | junto a Amanda Donohoe, Hugh Grant, Catherine Oxenberg, Peter Capaldi y Sammi Davis                 |

### Teatro
| Año  | Obra                      | Personaje     | Director         | Teatro                      | Notas                                                                |
| ---- | ------------------------- | ------------- | ---------------- | --------------------------- | -------------------------------------------------------------------- |
| 2010 | King Lear                 | Goneril       | Michael Grandage | Donmar Warehouse Theatre    | junto a Derek Jacobi y Justine Mitchell                              |
| 2008 | Ivanov                    | Anna Petrovna | Michael Grandage | Donmar Warehouse Theatre    | junto a Kevin McNally                                                |
| 2008 | The Collection            | Stella        | Jamie Lloyd      | Ambassadors Theatre         | junto a Richard Coyle, Timothy West y Charlie Cox                    |
| 2008 | The Lover                 | Sarah         | -                | Ambassadors Theatre         | junto a Richard Coyle, Timothy West y Charlie Cox                    |
| 2006 | The Exonerated            | Sunny Jacobs  | Bob Balaban      | Riverside Studios Theatre   | -                                                                    |
| 2005 | Uganda                    | -             | Polly Teale      | National Theatre            | -                                                                    |
| 2005 | Aristocrats               | Judith        | Tom Cairns       | National Theatre            | junto a Dervla Kirwan, Aislín McGuckin, Andrew Scott y Stephen Boxer |
| 2004 | Old Times                 | Kate          | Roger Michell    | Donmar Warehouse Theatre    | -                                                                    |
| 2000 | Five Kinds of Silence     | Susan         | Ian Brown        | Lyric Hammersmith Theatre   | junto a Tim Pigott-Smith y Linda Bassett                             |
| 1993 | Hammett's Apprentice      | -             | James Macdonald  | Royal Court Theatre         | junto a Ewan Hooper y Alastair Galbraith                             |
| 1992 | Fighting for the Dunghill | -             | Richard Osborne  | Croydon Warehouse           | -                                                                    |
| 1984 | Mohicans                  | -             | -                | Donmar Warehouse Theatre    | -                                                                    |
| -    | Separate Tables           | -             | Philip Franks    | Chichester Festival Theatre | -                                                                    |

## Premios y nominaciones
| Año  | Categoría                                                                                                | Premio                         | Película/Serie/Obra      | Resultado |
| ---- | --- | ------------------------------ | ------------------------ | --------- |
| 2011 | Best Supporting Actress                                                                                  | Olivier Award                  | King Lear                | Nominada  |
| 2010 | Best Ensemble Cast (junto a Tom Hollander, James Gandolfini, Anna Chlumsky, David Rasche y Steve Coogan) | Chlotrudis Award               | In the Loop              | Ganadores |
| 2008 | Best Actress                                                                                             | Broadcasting Press Guild Award | The Street               | Nominada  |
| 2008 | Best Actress                                                                                             | BAFTA TV Award                 | The Street               | Nominada  |
| 2008 | Best Acting Performance in Television                                                                    | BAFTA Scotland Award           | Fiona's Story            | Nominada  |
| 2005 | Best Actress in a Supporting Role in a Series, Mini-Series or Motion Picture Made for Television         | Golden Satellite Award         | The Lost Prince          | Nominada  |
| 2004 | Best Actress                                                                                             | BAFTA TV Award                 | The Lost Prince          | Nominada  |
| 1999 | Best Actress                                                                                             | British Independent Film Award | Wonderland               | Nominada  |
| 1997 | Best Actress                                                                                             | BAFTA TV Award                 | Our Friends in the North | Ganadora  |
| 1997 | Best Actress                                                                                             | Broadcasting Press Guild Award | Our Friends in the North | Ganadora  |